# Marcus Coco
Marcus Regis Coco (Les Abymes, 24 giugno 1996) è un calciatore francese, difensore svincolato.

## Caratteristiche tecniche
Terzino destro, gode di una  versatilità gli permette di ricoprire diverse posizioni sul campo, permettendogli di giocare su tutta la fascia. È abile nei duelli aerei e nei cross.

## Carriera

### Club

#### Guingamp
Debutta da professionista con la maglia del Guingamp il 14 gennaio 2015 in una partita di Coupe de la Ligue sul campo del Monaco, e due settimane più tardi esordisce anche in campionato, in casa del Bordeaux. Un anno dopo, il 13 febbraio 2016, segna il suo primo gol in Ligue 1, nella sconfitta interna per 2-4 contro lo stesso Bordeaux.

#### Nantes
Il 16 luglio 2019 diventa ufficialmente un nuovo giocatore del Nantes per circa 3 milioni di euro, e firma con il club francese un contratto quadriennale valido fino al 30 giugno 2023. La nuova esperienza si apre non nel migliore nei modi; infatti, alla prima di campionato l'11 agosto successivo subisce la rottura del legamento crociato anteriore.
Nei primi anni in Bretagna Coco riveste un ruolo marginale nella formazione gialloverde, ma il 4 luglio 2023 prolunga il proprio contratto per altre due stagioni. Disputa così altre due annate con i nantaise e, al termine del contratto, il 30 giugno 2025, lascia il club da svincolato.

### Nazionale
Nei suoi primi anni di carriera ha rappresentato la Francia a livello giovanili, esordendo, il ottobre 2015, nella selezione under-21 in una partita di qualificazioni al campionato europeo vinta 2-1 contro la Scozia.
Nell'ottobre 2023, viste le sue origini, viene convocato nella nazionale guadelupense. Il 12 dello stesso mese debutta con i Gwada boys nella gara di CONCACAF Nations League persa per 2-1 contro Saint Lucia.

## Statistiche

### Presenze e reti nei club
Statistiche aggiornate al 10 maggio 2025.
| Stagione        | Squadra         | Campionato      | Campionato | Campionato | Coppe nazionali | Coppe nazionali | Coppe nazionali | Coppe continentali | Coppe continentali | Coppe continentali | Altre coppe | Altre coppe | Altre coppe | Totale | Totale |
| Stagione        | Squadra         | Comp            | Pres       | Reti       | Comp            | Pres            | Reti            | Comp               | Pres               | Reti               | Comp        | Pres        | Reti        | Pres   | Reti   |
| --------------- | --------------- | --------------- | ---------- | ---------- | --------------- | --------------- | --------------- | ------------------ | ------------------ | ------------------ | ----------- | ----------- | ----------- | ------ | ------ |
| 2014-2015       | Guingamp        | L1              | 3          | 0          | CF+CdL          | 1+1             | 0               | UEL                | 0                  | 0                  | -           | -           | -           | 5      | 0      |
| 2015-2016       | Guingamp        | L1              | 30         | 1          | CF+CdL          | 2+1             | 0               | -                  | -                  | -                  | -           | -           | -           | 33     | 1      |
| 2016-2017       | Guingamp        | L1              | 34         | 4          | CF+CdL          | 4+2             | 0               | -                  | -                  | -                  | -           | -           | -           | 40     | 4      |
| 2017-2018       | Guingamp        | L1              | 29         | 2          | CF+CdL          | 2+1             | 1+0             | -                  | -                  | -                  | -           | -           | -           | 32     | 3      |
| 2018-2019       | Guingamp        | L1              | 33         | 1          | CF+CdL          | 3+4             | 0               | -                  | -                  | -                  | -           | -           | -           | 40     | 1      |
| Totale Guingamp | Totale Guingamp | Totale Guingamp | 129        | 8          |                 | 21              | 1               |                    | 0                  | 0                  |             |             |             | 150    | 9      |
| 2019-2020       | Nantes          | L1              | 1          | 0          | CF              | 0               | 0               | -                  | -                  | -                  | -           | -           | -           | 1      | 0      |
| 2020-2021       | Nantes          | L1              | 32+2       | 0          | CF              | 1               | 0               | -                  | -                  | -                  | -           | -           | -           | 35     | 0      |
| 2021-2022       | Nantes          | L1              | 24         | 1          | CF              | 4               | 0               | -                  | -                  | -                  | -           | -           | -           | 28     | 1      |
| 2022-2023       | Nantes          | L1              | 26         | 1          | CF              | 4               | 0               | UEL                | 5                  | 0                  | SF          | 1           | 0           | 36     | 1      |
| mar.-giu. 2023  | Nantes 2        | N2              | 1          | 0          | -               | -               | -               | -                  | -                  | -                  | -           | -           | -           | 1      | 0      |
| 2023-2024       | Nantes          | L1              | 28         | 1          | CF              | 2               | 0               | -                  | -                  | -                  | -           | -           | -           | 30     | 1      |
| 2024-2025       | Nantes          | L1              | 20         | 0          | CF              | 2               | 0               | -                  | -                  | -                  | -           | -           | -           | 22     | 0      |
| Totale Nantes   | Totale Nantes   | Totale Nantes   | 133        | 3          |                 | 13              | 0               |                    | 5                  | 0                  |             | 1           | 0           | 152    | 3      |
| set. 2024-2025  | Nantes 2        | N3              | 1          | 2          | -               | -               | -               | -                  | -                  | -                  | -           | -           | -           | 1      | 2      |
| Totale carriera | Totale carriera | Totale carriera | 263        | 13         |                 | 34              | 1               |                    | 5                  | 0                  |             | 1           | 0           | 302    | 14     |

### Cronologia presenze e reti in nazionale
| Cronologia completa delle presenze e delle reti in nazionale ― Guadalupa | Cronologia completa delle presenze e delle reti in nazionale ― Guadalupa | Cronologia completa delle presenze e delle reti in nazionale ― Guadalupa | Cronologia completa delle presenze e delle reti in nazionale ― Guadalupa | Cronologia completa delle presenze e delle reti in nazionale ― Guadalupa | Cronologia completa delle presenze e delle reti in nazionale ― Guadalupa | Cronologia completa delle presenze e delle reti in nazionale ― Guadalupa | Cronologia completa delle presenze e delle reti in nazionale ― Guadalupa |
| Data                                                                     | Città                                                                    | In casa                                                                  | Risultato                                                                | Ospiti                                                                   | Competizione                                                             | Reti                                                                     | Note                                                                     |
| ------------------------------------------------------------------------ | ------------------------------------------------------------------------ | ------------------------------------------------------------------------ | ------------------------------------------------------------------------ | ------------------------------------------------------------------------ | ------------------------------------------------------------------------ | ------------------------------------------------------------------------ | ------------------------------------------------------------------------ |
| 13-10-2023                                                               | Gros Islet                                                               | Saint Lucia                                                              | 2 – 1                                                                    | Guadalupa                                                                | CONCACAF Nations League 2023-2024 - 1º turno                             | -                                                                        | 86’                                                                      |
| 15-10-2023                                                               | Sainte-Anne                                                              | Guadalupa                                                                | 2 – 0                                                                    | Saint Lucia                                                              | CONCACAF Nations League 2023-2024 - 1º turno                             | -                                                                        | 70’                                                                      |
| 17-11-2023                                                               | Wildey                                                                   | Sint Maarten                                                             | 0 – 2                                                                    | Guadalupa                                                                | CONCACAF Nations League 2023-2024 - 1º turno                             | -                                                                        |                                                                          |
| 19-10-2023                                                               | Sainte-Anne                                                              | Guadalupa                                                                | 5 – 0                                                                    | Saint Kitts e Nevis                                                      | CONCACAF Nations League 2023-2024 - 1º turno                             | -                                                                        | 75’                                                                      |
| 6-9-2024                                                                 | San José                                                                 | Costa Rica                                                               | 3 – 0                                                                    | Guadalupa                                                                | CONCACAF Nations League 2024-2025 - 1º turno                             | -                                                                        | 67’                                                                      |
| 9-9-2024                                                                 | Le Gosier                                                                | Guadalupa                                                                | 1 – 0                                                                    | Suriname                                                                 | CONCACAF Nations League 2024-2025 - 1º turno                             | -                                                                        | 88’                                                                      |
| Totale                                                                   |                                                                          | Presenze                                                                 | 6                                                                        |                                                                          | Reti                                                                     | 0                                                                        |                                                                          |

## Palmarès

### Competizioni nazionali
- Coppa di Francia: 1

Nantes: 2021-2022